# Prosoplus sumatrensis
Prosoplus sumatrensis är en skalbaggsart som beskrevs av Stefan von Breuning 1973. Prosoplus sumatrensis ingår i släktet Prosoplus och familjen långhorningar. Inga underarter finns listade i Catalogue of Life.